# Astragalus brauntonii
Espèce
Astragalus brauntonii est une espèce de plantes à fleurs de la famille des Fabaceae. C'est une plante herbacée endémique des États-Unis.

## Description
Cette astragale est une plante herbacée pérenne.

## Répartition et habitat
Cette astragale ne vit qu'aux États-Unis, plus précisément en Californie, où elle est endémique.

## Nomenclature et systématique
Cette espèce a reçu une autre appellation, synonyme mais non valide : Brachyphragma brauntonii (Parish) Rydb.